# 奧格馬 (明尼蘇達州)
奧格馬（英語：Ogema）是一個位於美國明尼蘇達州貝克縣的城市。

## 人口
根據2020年美國人口普查的數據，奧格馬的面積為3.14平方千米，當中陸地面積為3.00平方千米，而水域面積為0.13平方千米。當地共有人口208人，而人口密度為每平方千米66人。